# 竹崎鄉
竹崎鄉，舊稱「竹頭崎」，位於臺灣嘉義縣東北近山地帶，全境可分為灣橋、鹿滿、竹崎、內埔等四個生活圈，由於地理位置鄰近嘉義市，居民對嘉義市的通勤、就學與購物比例較高。奮起湖是該鄉知名的觀光景點，以老街、鐵道與鐵路便當聞名。

## 歷史
竹崎鄉舊名竹頭崎，係由於當地均為山坡地形，且多竹林，經砍伐開墾後，遍處留存竹頭，故名。竹崎原屬於鄒族阿里山八社鹿麻產盧麻產社（今鹿滿村）的活動範圍，光華村也留有鄒族地名Yovana（柑仔宅）。清領初期則屬諸羅縣，但鄉境大多屬於生番地，並設有土牛界碑於今內埔村。康熙56年，盧麻產社遭瘴癘之災而徙離至阿拔泉社（今竹山鎮田子里，今竹崎鄉亦有阿拔泉地名聚落）。但在今竹崎鄉境的原居地，如內埔村一帶，直至光緒13年（1887年），原地之番大租仍是阿里山社收取。隨後漢人移墾，於清雍正十二年（1734年），依保甲制將本鄉大多處，以大目根山之名，劃歸「大目根堡」管轄，為本鄉縣今轄地之雛形。其後在日治中期，置嘉義廳大目根堡。於1908年，阿里山森林鐵路由嘉義至竹頭崎（今竹崎）路段完工，本鄉始有鐵路運輸。1912年完工，本鄉成為阿里山之門戶，鐵道全線共有自崎下車站至奮起湖車站間共13站。1918年（大正7年） ，阿里山鐵路正式開始辦理客運業務，有獨立之嘉義-竹崎間的通勤列車。除了林業發展外，每年製糖期間，南靖糖廠的採蔗列車也會透過此線鐵路至此採收甘蔗。大正9年(1920)10月1日地方行政區域改制，原屬打貓東下堡之山仔門庄、番仔潭庄、沙坑仔庄、獅仔頭庄、羗仔科庄，以及嘉義東堡之糞箕湖庄，併入大目根保，改為竹崎庄，屬於臺南州嘉義郡管轄。戰後，改稱竹崎鄉，隸屬於臺南縣，1950年10月25日，臺南縣劃分為雲林、嘉義、臺南三縣，竹崎隸屬於嘉義縣。

## 地理

### 位置
竹崎鄉位於嘉義縣東北部，北鄰梅山鄉，東鄰阿里山鄉，西鄰民雄鄉、嘉義市東區，南接番路鄉。

### 人口
根據嘉義縣竹崎戶政事務所統計，2024年底竹崎鄉戶數約1.2萬戶，人口約3.3萬人，鄉內人口最多與最少的村分別是灣橋村與仁壽村，2024年底兩村人口分別為5,603人與243人；人口密度最高與最低的村分別是竹崎村與仁壽村，2024年底兩村人口密度分別為每平方公里2,350人與25人。

## 政治

### 歷任首長
| 任次 | 姓名   | 任職期間                      | 備註                                         |
| ---- | ------ | ----------------------------- | -------------------------------------------- |
| 1    | 林順   |                               |                                              |
| 2    | 林類   |                               |                                              |
| 3    | 林類   |                               |                                              |
| 4    | 林茂榮 |                               |                                              |
| 5    | 何獅   |                               |                                              |
| 6    | 林茂榮 |                               |                                              |
| 7    | 黃永欣 |                               |                                              |
| 8    | 許法三 |                               |                                              |
| 9    | 邱金龍 |                               |                                              |
| 10   | 邱金龍 |                               |                                              |
| 11   | 游吉森 |                               |                                              |
| 12   | 游吉森 |                               |                                              |
| 13   | 陳吉焜 |                               |                                              |
| 14   | 王焜弘 | 2001年12月20日-2005年12月20日 |                                              |
| 15   | 王焜弘 | 2005年12月25日-2010年12月25日 |                                              |
| 16   | 溫良恭 | 2010年12月25日-2014年12月25日 |                                              |
| 17   | 王焜弘 | 2014年12月25日-2016年4月15日  | 因殺警察案遭解職。由游瑞明、郭良江接續代理。 |
| 18   | 曾亮哲 | 2018年12月25日-2022年12月25日 |                                              |
| 19   | 曾亮哲 | 2022年12月25日-               | 現任                                         |

### 鄉政組織
竹崎鄉公所是竹崎鄉最高層級的地方行政機關，在中華民國政府架構中，為鄉自治的行政機關，同時負責執行縣政府及中央機關委辦事項，竹崎鄉的自治監督機關為嘉義縣政府。鄉長由全體鄉民直接選舉產生，任期為四年，可連選連任一次。竹崎鄉公所並置鄉政會議，為鄉政最高決策機構，在鄉長之下，設有5課4室等9個內部單位及3個附屬機關。
竹崎鄉民代表會是竹崎鄉的最高民意機關，代表竹崎鄉全體鄉民立法和監察鄉政。鄉民代表由公民直選選出，任期為四年，可連選連任。竹崎鄉民代表會共有11位鄉民代表，分別為第一選區5席鄉民代表、第二選區3席鄉民代表、第三選區3席鄉民代表，主席、副主席由11位鄉民代表互選產生。

### 行政區
竹崎鄉轄下共24村，分別如下：
- 中和村、白杞村、坑頭村、桃源村、義仁村、獅埜村
- 內埔村、沙坑村、和平村、紫雲村、義和村、緞繻村
- 文峰村、竹崎村、昇平村、鹿滿村、義隆村、龍山村
- 仁壽村、光華村、金獅村、復金村、塘興村、灣橋村

## 教育

### 高級中學
- 嘉義縣立竹崎高級中學

### 國民中學
- 嘉義縣立竹崎高級中學國中部
- 嘉義縣立昇平國民中學

### 國民小學
- 嘉義縣竹崎鄉竹崎國民小學
- 嘉義縣竹崎鄉中興國民小學
- 嘉義縣竹崎鄉光華國民小學
- 嘉義縣竹崎鄉桃源國民小學
- 嘉義縣竹崎鄉義仁國民小學
- 嘉義縣竹崎鄉龍山國民小學
- 嘉義縣竹崎鄉中和國民小學
- 嘉義縣竹崎鄉內埔國民小學
- 嘉義縣竹崎鄉沙坑國民小學
- 嘉義縣竹崎鄉鹿滿國民小學
- 嘉義縣竹崎鄉圓崇國民小學

## 醫院
- 臺中榮民總醫院灣橋分院

## 交通

### 鐵路
阿里山森林鐵路
- 阿里山線：鹿麻產車站 - 竹崎車站 - 木履寮車站 - 樟腦寮車站 - 獨立山車站 - （梅山鄉） - 交力坪車站 - 水社寮車站 - 奮起湖車站

### 公車資訊
- 嘉義縣公車處
  - 101 嘉義－塘興村
  - 7302 嘉義－奮起湖
  - 7305 嘉義－檳榔宅
  - 7312 嘉義－溪心寮
  - 7313 嘉義－松腳－溪心寮
  - 7314 嘉義－達邦
  - 7315 嘉義－瑞峰
  - 7319 嘉義－內埔－番路
  - 7321 嘉義－松腳
  - 7322 嘉義－阿里山
  - 7323 嘉義－竹崎－梅山
  - 7329 高鐵嘉義站－阿里山
- 國光客運
  - 1835 台北－阿里山
- 阿里山鄉幸福巴士
  - 幸福阿里山2路 石棹－豐山

### 公路
- 國道三號（福爾摩沙高速公路）
  - 290 竹崎竹崎交流道（接 縣道166號）
- 台3線
- 台18線
- 縣道159號
  -  縣道159甲線
- 縣道166號
- 縣道169號

## 旅遊

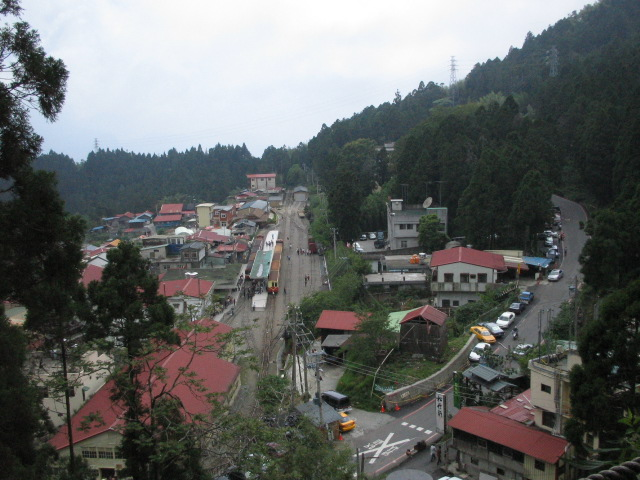
奮起湖風景區

- 竹崎車站
- 奮起湖車站
- 奮起湖風景區
- 茄苳風景區
- 臥龍谷風景區
- 竹崎天空步道
- 大財神小瀑布
- 竹崎親水公園
- 流星岩明月窟
- 吳鳳故居
- 桃源瀑布
- 驛馬溪休閒農場
- 觀音瀑布風景區

## 特產
- 竹筍
- 龍眼
- 荔枝
- 火龍果
- 番石榴
- 高山茶

## 外部連結
- 竹崎鄉公所 （页面存档备份，存于）
- 台中榮民總醫院灣橋分院
- 郭長成老師網頁作品集 （页面存档备份，存于）